# Taxner Ignác
Taxner Ignác (1817. február 24. – Pozsony, 1852. január 28.) bölcseleti doktor és hittanár.

## Élete
A pozsonyi Emericanumban töltött év után 1834-1835-ben a bölcseletet Nagyszombatban, 1836-tól a teológiát Pesten végezte. 1841. május 23-án fölszenteltetett. Káplán volt Diószegen, 1843 decemberétől tanulmányi felügyelő Nagyszombatban, azután haláláig reáliskolai hittanár volt Pozsonyban.

## Munkája
- A bölcsészeti közoktatás új rendszere. 1848. Nagyszombat.